# Alveolarni lateralni aproksimant
Alveolarni lateralni aproksimant suglasnik je koji postoji u mnogim jezicima, a u međunarodnoj fonetskoj abecedi za njega se koristi simbolom [ l ].
Glas ima nekoliko varijanti (dentalnu, alveolarnu, postalveolarnu).
Glas postoji u standardnom hrvatskom i svim narječjima; svi pravopisi hrvatskog jezika također se koriste simbolom l. (vidjeti slovo l).
Karakteristike su:
- po načinu tvorbe jest lateralni aproksimant
- po mjestu tvorbe jest alveolarni suglasnik
- po zvučnosti jest zvučan.

Glas se nalazi u 38,6 % jezika zabilježenih u bazi podataka UPSID.

## Vanjske poveznice
- UCLA Phonological Segment Inventory Database (UPSID)(eng.)